# Josiah Latimer Clark
Josiah Latimer Clark, född 10 mars 1822 och död 30 oktober 1898, var en brittisk elektrotekniker.

## Biografi
Clark har utfört ett banbrytande arbete inom den elektriska kabelindustrin. För sina undersökningar konstruerade Clark ett galvaniskt normalelement, som användes inom den elektriska mättekniken. I ett 1861 offentliggjort arbete över elektriska mätenheter föreslog han beteknigarna ohm, farad och volt. Bland Clarks skrifter märks Electrical measurement (1868) och Electrical tables and formula for operators in submarine cables (1871).